# Dietbert Thannheiser
Dietbert Thannheiser (* 8. Januar 1937 in Hof (Saale); † 20. November 2022) war ein deutscher Geograph und Hochschullehrer.

## Leben
Er studierte Geographie, Botanik, Zoologie, Geologie und Chemie an den Universitäten Würzburg, Erlangen, Innsbruck, Oslo und Münster. Nach der Promotion zum Dr. rer. nat. am 7. Juli 1968 an der Universität Münster und der Habilitation 1980 ebenda war er von 1983 bis 2002 Professor für Physische Geographie  an der Universität Hamburg.

## Schriften (Auswahl)
- Vegetationsgeographische Untersuchungen auf der Finnmarksvidda im Gebiet von Masi, Norwegen. Münster 1975, OCLC 1185247295.
- Die Küstenvegetation Ostkanadas. Paderborn 1981, ISBN 3-506-73210-2.
- mit Christoph Wüthrich: Die Polargebiete. Braunschweig 2002, ISBN 3-14-160311-1.
- mit Karl-Dieter Meier: Gletscher und Permafrost in Nordenskiøldland, Spitzbergen, als potentielle Klimaindikatoren. Hamburg 2009, OCLC 554082735.